# MetaTexis
Der Name MetaTexis wird für verschiedene Software-Produkte verwendet, die von Hermann Bruns (MetaTexis Software and Services) entwickelt wurden. Die wichtigsten Software-Produkte sind MetaTexis für Word und der MetaTexis Server.
Das Unternehmen MetaTexis Software and Services hat seinen Sitz in Trier, Deutschland. 

## MetaTexis für Word
MetaTexis für Word ist eine Übersetzungsspeicher- bzw. Translation-memory-Software, auch CAT-Tool genannt (Computerunterstützte Übersetzung). Als ein sogenanntes COM-add-in läuft das Tool in Microsoft Word und Windows-Betriebssystemen. Die Funktionen sind über ein Menü, eine Symbolleiste und/oder über ein Ribbon innerhalb von Microsoft Word verfügbar. Die Arbeitsschritte ähneln denen von älteren Trados-Versionen oder Wordfast Classic.
Die erste Version von MetaTexis für Word wurde im Juli 2002 veröffentlicht. Seitdem wurde die Software kontinuierlich weiterentwickelt und verbessert. Version 3 von MetaTexis für Word wurde im September 2010 freigegeben.
MetaTexis für Word hat Zugriff auf den MetaTexis Server und andere Server-basierte TMs, darüber hinaus kann MetaTexis auf maschinelle Übersetzungs-Dienste zugreifen, die über Internet verfügbar sind (einschließlich Google Translate und Microsoft Translator).

### Unterstützte Dokumentformate
MetaTexis für Word unterstützt die folgenden Formate: alle von Microsoft Word bearbeitbaren Formate, einfache Textdateien, Word-Dokumente (DOC/DOCX),  Microsoft Excel (XLS/XLSX), PowerPoint (PPT/PPTX), Rich-Text-Format (RTF), HTML, XML, TRADOS-Word-Dokumente, TRADOS-TagEditor (TTX), TRADOS-Studio (SDLXLIFF), Manual Maker, verschiedene weitere Formate.

## MetaTexis Server
Der MetaTexis Server ist eine Server-Software für Translation-Memorys (TMs) und Terminologie-Datenbanken (TDBs), welche es mehreren Übersetzern erlaubt, über LAN oder Internet gleichzeitig mit denselben TMs und TDBs zu arbeiten. Für den Datenaustausch zwischen Server und Client wird das TCP/IP-Protokoll verwendet. Die Daten werden verschlüsselt und sind somit dem Zugriff Dritter entzogen. 

### Unterstützte Translation-Memory- und Terminologie-Formate
MetaTexis kann fünf professionelle Datenbank-Engines verwenden, um die Translation-Memory- und Terminologie-Daten zu speichern: SQLite, MS SQL Server, MySQL, PostgreSQL, MS Access.
Die MetaTexis-Produkte unterstützen darüber hinaus verschiedene Datenaustauschformate, insbesondere wird das TMX-Format für den Austausch von Translation-Memory-Daten unterstützt. Auch das TBX-Format für den Austausch von Terminologie-Daten wird unterstützt. 
Die MetaTexis-Programme unterstützen die Verwendung von mehreren TMs und Terminologie-Datenbanken gleichzeitig. Die Größe der TMs und TDBs wird nur durch die verwendete Datenbank-Engine, den verfügbaren Festplattenspeicher und die Geschwindigkeit des Systems eingeschränkt, auf dem die Software installiert ist.
Die nächste MetaTexis-Version ist für Herbst 2013 angekündigt. Sie wird für Windows und Mac ausgelegt sein.

### Rezensionen
- TM-Tool-Vergleich. MDÜ-Nachrichten 2005 (PDF-Datei; 15,30 MB)
- Rezension. Aitor Medrano 2004
- Rezension. MultiLingual Computing & Technology. #47 Volume 13 Issue 3, 2002